# Würchwitz
Würchwitz ist seit dem 1. Juli 2009 ein Ortsteil der Stadt Zeitz im sachsen-anhaltischen Burgenlandkreis. Zur Ortschaft Würchwitz gehören die Ortsteile Würchwitz, Bockwitz, Lobas, Loitsch, Suxdorf und Stockhausen.

## Geografie
Das Gebiet der Ortschaft Würchwitz liegt etwa sieben Kilometer östlich der Kernstadt Zeitz im südöstlichen Zipfel des Burgenlandkreises. Die Flur des ehemals nördlichsten Ortsteils Sabissa grenzt in einem schmalen Bereich an den thüringischen Landkreis Altenburger Land, wodurch die angrenzende Gemeinde Elsteraue in zwei Gebiete getrennt wird. Durch die Ortschaft fließt die Lindenberger Schnauder. Im Norden der Ortschaft auf der Flur des devastierten Orts Sabissa liegt das Restloch Zipsendorf, welches aus dem gefluteten Tagebaurestloch des Tagebaus Zipsendorf-Süd entstanden ist. 

## Gliederung der Ortschaft

### Eingemeindungen
Zur Zeitzer Ortschaft Würchwitz gehören folgende Orte und Ortsfluren:
| Ehemalige Gemeinde | Datum              | Anmerkung                                                            |
| ------------------ | ------------------ | -------------------------------------------------------------------- |
| Bockwitz           | vor 1950           | Eingemeindung nach Würchwitz                                         |
| Lobas              | vor 1950           | Eingemeindung nach Würchwitz                                         |
| Loitsch            | 01.07.1950         | Eingemeindung nach Würchwitz                                         |
| Sabissa            | 01.07.1950 1955/56 | Eingemeindung nach Würchwitz durch Tagebau Zipsendorf-Süd devastiert |
| Stockhausen        | vor 1950           | Eingemeindung nach Würchwitz                                         |
| Suxdorf            | vor 1950           | Eingemeindung nach Würchwitz                                         |
| Würchwitz          | 01.07.2009         | Eingemeindung nach Zeitz                                             |

### Lage der Ortsteile innerhalb der Ortschaft
Der Hauptort Würchwitz liegt zentral in der Ortschaft. Die Ortsteile liegen in Bezug auf Würchwitz in folgender Richtung:
| Bockwitz, Stockhausen | Loitsch                                     | Flur von Sabissa |
| Suxdorf               | Kompassrose, die auf Nachbargemeinden zeigt |                  |
|                       | Podebuls, Lobas                             |                  |

## Geschichte
Würchwitz wurde 1147 erstmals urkundlich als Wirwiza erwähnt. Loitsch wurde bereits im Jahr 1069 erwähnt, Bockwitz im Jahr 1290. Die Kirche von Lobas existierte bereits um 1320. Würchwitz und seine Nachbarorte Bockwitz, Lobas, Loitsch, Podebuls, Sabissa und Stockhausen lagen bis 1815 im Amt Zeitz, das als Teil des Hochstifts Naumburg-Zeitz seit 1561 unter kursächsischer Hoheit stand und zwischen 1656/57 und 1718 zum Sekundogenitur-Fürstentum Sachsen-Zeitz gehörte.
Eine Besonderheit stellte Suxdorf dar. Es lag zwar mitten im Amt Zeitz, bildete jedoch bis 1815 eine Exklave, die zum kursächsischen Amt Borna gehörte.
Durch die Beschlüsse des Wiener Kongresses kamen die sieben Orte Würchwitz, Podebuls, Bockwitz, Lobas, Loitsch, Sabissa und Stockhausen mit dem Amt Zeitz und die bisher zum Amt Borna gehörige Exklave Suxdorf im Jahr 1815 zu Preußen. Sie wurden 1816 dem Kreis Zeitz im Regierungsbezirk Merseburg der Provinz Sachsen zugeteilt. In der zweiten Hälfte des 19. Jahrhunderts wurde das Rittergut Würchwitz mit den Gemeinden Würchwitz und Podebuls zur Gemeinde Würchwitz-Podebuls vereinigt. Vor 1950 wurden die Orte Bockwitz, Lobas, Stockhausen und Suxdorf eingemeindet. Am 1. Juli 1950 folgten Loitsch und Sabissa. Letzteres musste zwischen 1955 und 1956 dem Tagebau Zipsendorf-Süd weichen.
Im Zuge der zweiten Kreisreform der DDR kam Würchwitz im Jahr 1952 zum Kreis Zeitz im Bezirk Halle. Der Kreis Zeitz ging 1994 im Burgenlandkreis auf. Zusammen mit Döbris, Geußnitz, Kayna und Nonnewitz wurde Würchwitz am 1. Juli 2009 in die Stadt Zeitz eingemeindet. Letzter Bürgermeister der ehemaligen Gemeinde war Klaus Rübestahl.

### Einwohnerentwicklung
Entwicklung der Einwohnerzahl (ab 1995 31. Dezember):
| - 1990 - 766 - 1995 - 759 - 2000 - 719 - 2001 - 715 | - 2002 - 683 - 2003 - 658 - 2007 - 641 - 2008 - 631 |

Datenquelle: Statistisches Landesamt Sachsen-Anhalt

## Kultur und Sehenswürdigkeiten

### Museum
- Milbenkäsemuseum Würchwitz

### Bauwerke
- Suxdorfer Turmholländer Windmühle

Turmholländer-Mühle (auch als Bockwitzer Mühle bezeichnet) liegt lt. Liegenschafts-Kataster von Sachsen-Anhalt auf der Flur von Suxdorf, wurde 1836 am Standort der zuvor vom Brand zerstörten Bockwindmühle errichtet. 1947 wurde der Turm erhöht und mit Bilauschen Ventikanten und einem Drehheck versehen und nach einem Sturm 1954 als Motormühle betrieben. 1990 ging die Mühlentechnik nach Brand verloren und wurde danach wiederaufbaut. Heute wird die Mühle privat als Ausflugsziel und zur Besichtigung betrieben. Sie gilt als eingetragenes Kulturdenkmal in Burgenlandkreis und ist auf der Mühlendatenbank der DGM registriert.

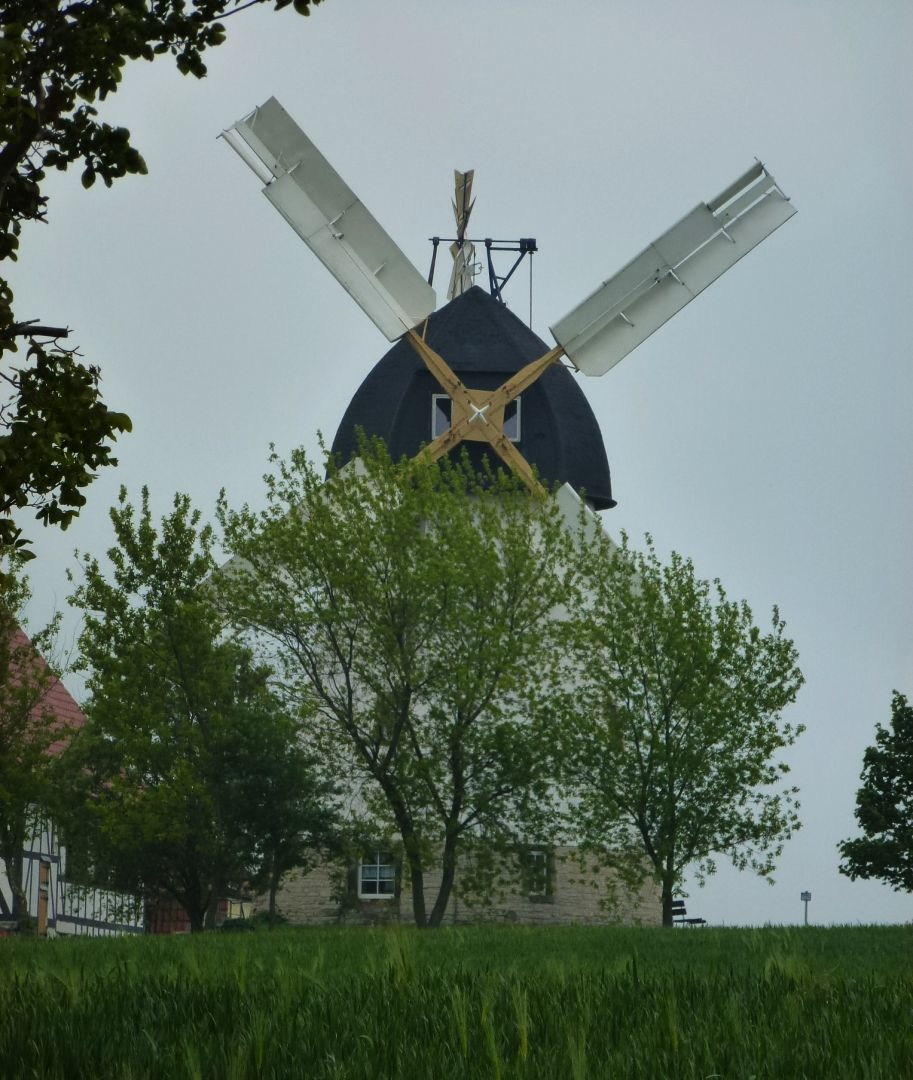
Bockwitzer Windmühle
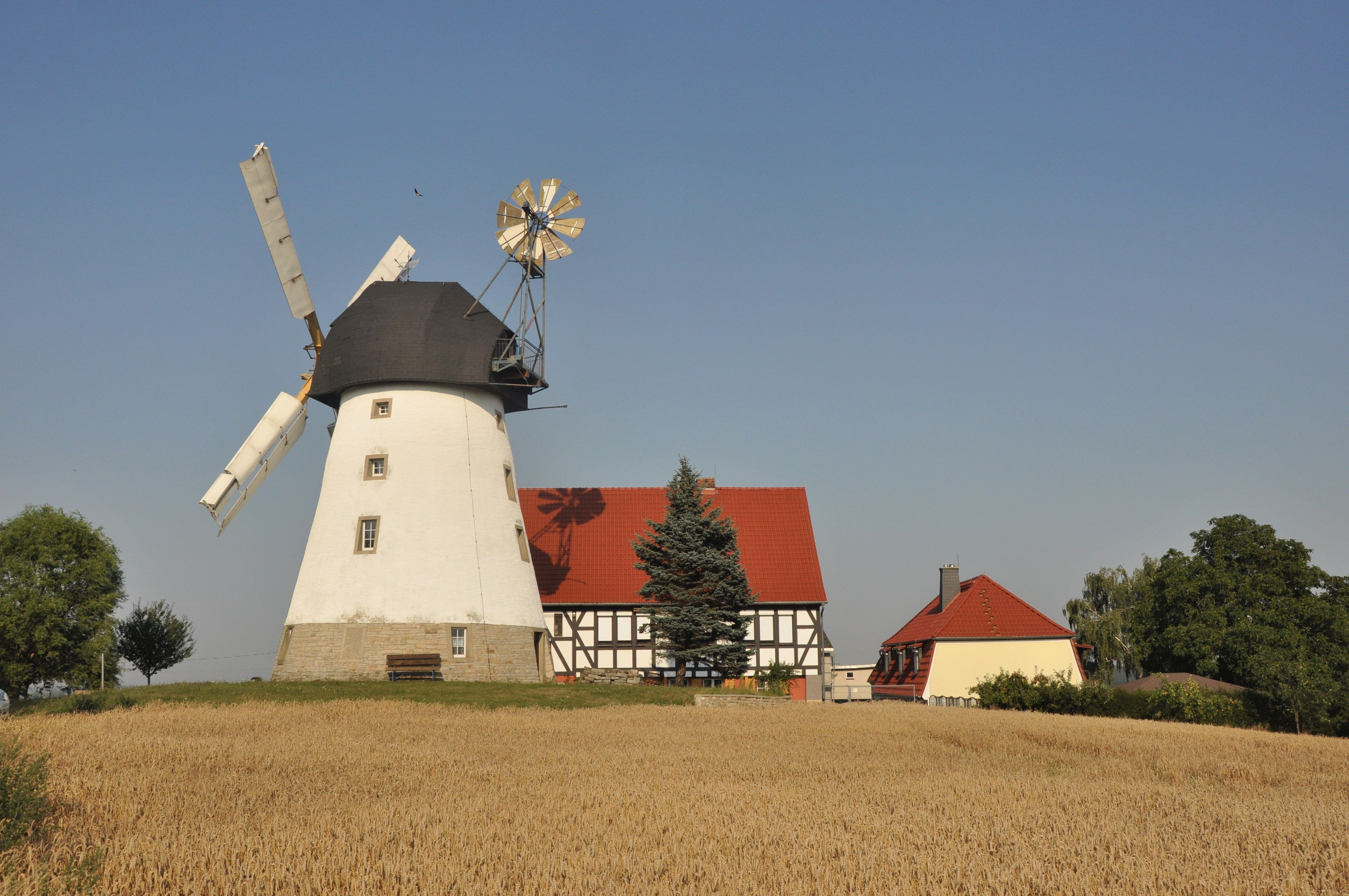
Mühle im Sommer 2015
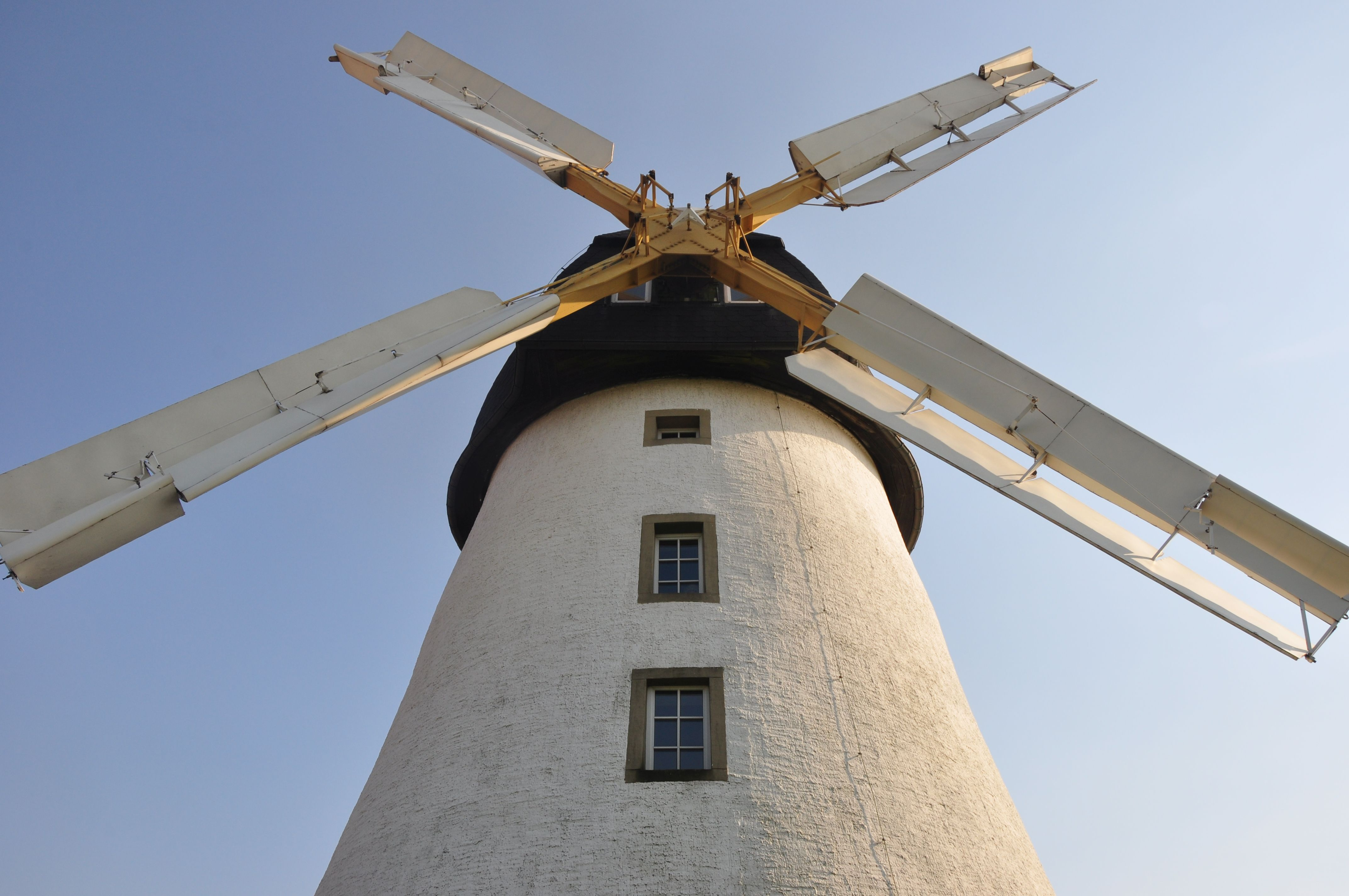
Rutenkreuz

### Filmstudio
Bekannt ist der Ort auch für das Filmstudio Würchwitz. Das Amateurfilmstudio bezeichnet sich als kleinstes Filmstudio der Welt. Bekannt sind die Amateurfilmer für ihre mit örtlichen Laiendarstellern gedrehten Filme rund um die dänische Olsenbande, über die insgesamt sechs Produktionen entstanden. 2015 widmete der MDR der Arbeit des Filmstudios die vierteilige Doku-Soap Die Olsenbande von Würchwitz.

### Regelmäßige Veranstaltungen
Im Juni findet jährlich, in Erinnerung an den Würchwitzer Johann Christian Schubart, einem bedeutenden Förderer der Landwirtschaft, das Würchwitzer Kleefest statt.

### Kulinarische Spezialitäten

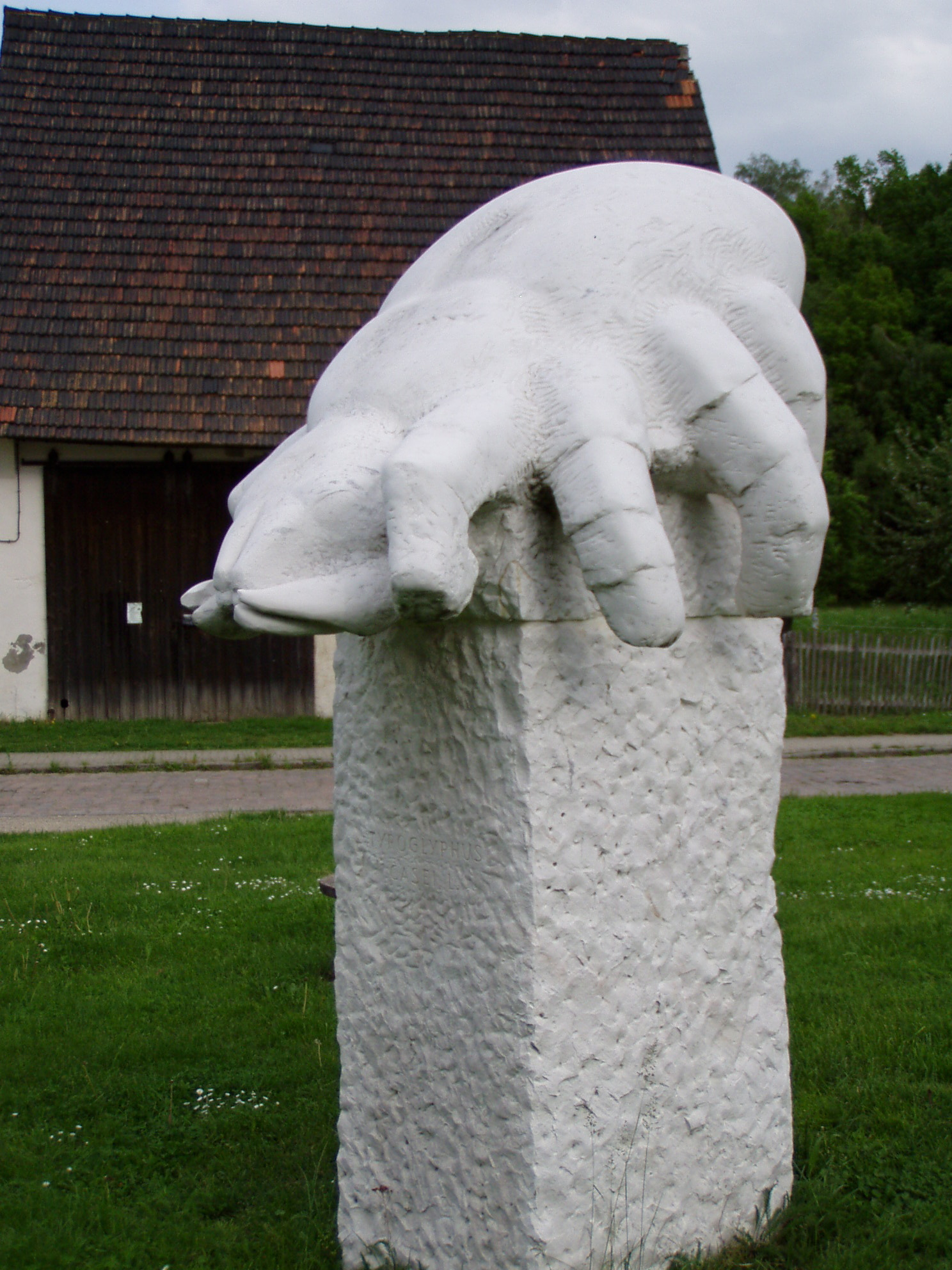
Käsemilben-Denkmal in Würchwitz

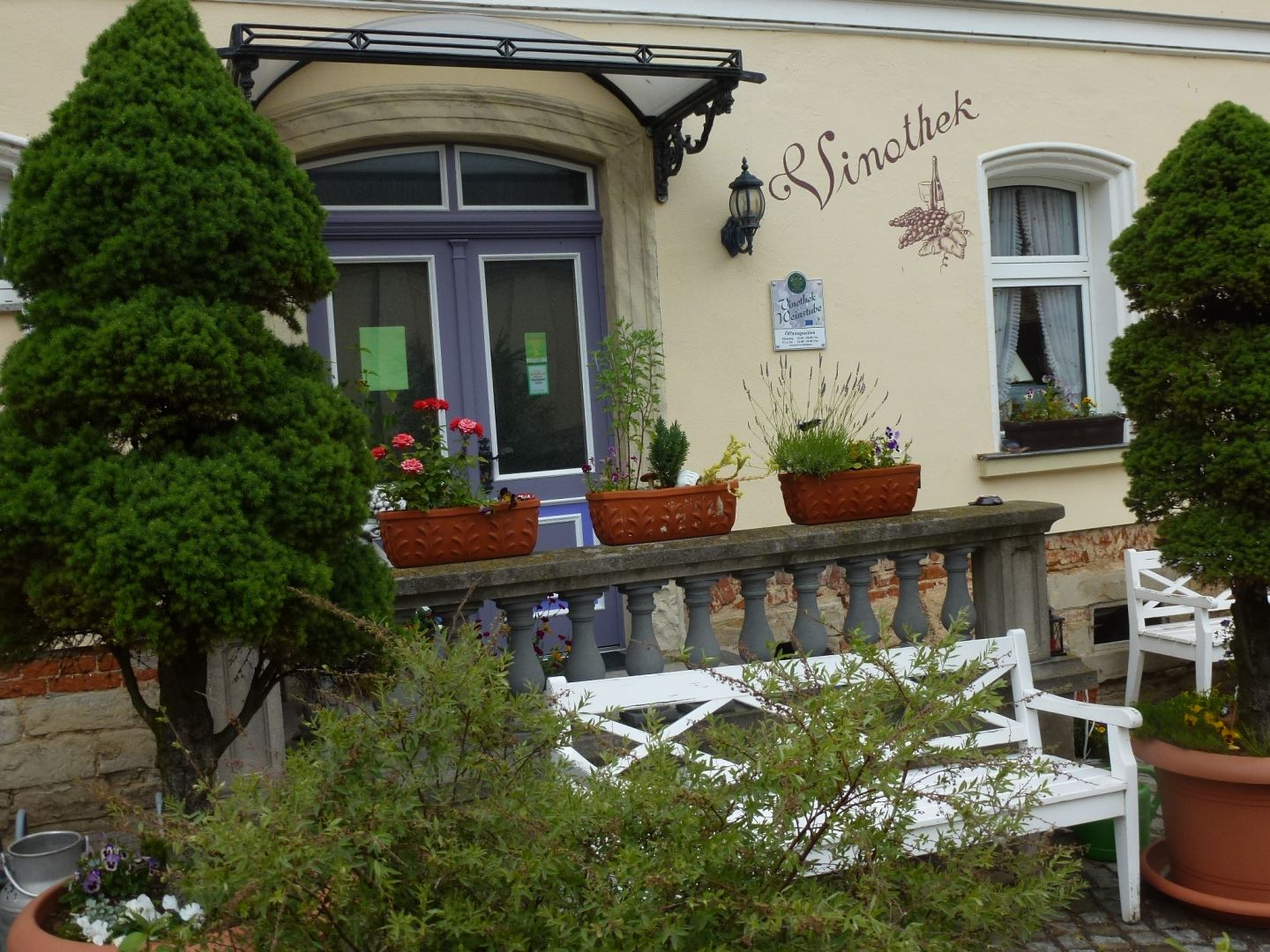
Vinothek in Würchwitz

In Würchwitz wird ein durch Ausscheidungen von Milben reifender Milbenkäse hergestellt. Der Käsemilbe wurde im Ort sogar ein Denkmal gesetzt. Siehe hierzu auch unter Sachsen-Anhaltische Küche.
Die Vinothek gehört zu den Weinbergen im Elstertal, die durch die Weinroute „Weiße Elster“ miteinander verbunden werden.

## Wirtschaft und Infrastruktur

### Verkehr
Nördlich von Würchwitz verläuft die Bundesstraße 180. Der nächstgelegene Bahnhof befindet sich in Zeitz.

## Persönlichkeiten
- Johann Christian Schubart, Edler von Kleefeld (1734–1787), Gutsbesitzer in Würchwitz und Landwirtschaftsreformer (seit 1851 erinnert ein Denkmal in Würchwitz an ihn)